# Christoph Graupner
Pour les articles homonymes, voir Graupner.

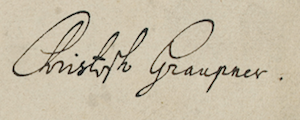
Paraphe de Christoph Graupner.

Christoph Graupner, né le 13 janvier 1683 à Kirchberg, mort le 10 mai 1760 à Darmstadt, est un claveciniste et compositeur saxon de musique baroque contemporain de Jean-Sébastien Bach, Georg Philipp Telemann, Domenico Scarlatti et Georg Friedrich Haendel.

## Biographie
Né à Hartmannsdorf près de Kirchberg en Saxe, Graupner reçoit sa première instruction musicale de son oncle, l'organiste Nicolaus Kuester. Il le suit à Reichenbach. Graupner fait des études de droit, comme beaucoup de compositeurs de son temps, à l'université de Leipzig.  Il achève ensuite son éducation musicale sous la houlette de Johann Schelle, puis de Johann Kuhnau, titulaires successifs du poste de cantor de la Thomaskirche (l'église Saint-Thomas). En 1700, il part pour Hambourg, fuyant l’invasion de la Saxe par les Suédois.
En 1705, il est engagé comme claveciniste par l'opéra am Gänsemarkt de Hambourg, dirigé par Reinhard Keiser - Georg Friedrich Haendel y est alors violoniste. Il compose plusieurs opéras qui reçoivent un accueil très favorable de la part du public : Didon (1707), Hercule et Thésée, Antiochus et Stratonice, Bellérophon (1708), Samson (1709).
Le landgrave Ernest-Louis de Hesse-Darmstadt ayant entendu des œuvres de sa composition lui propose en 1709 un poste de musicien à son service. Dès 1711, il devient maître de chapelle de la cour. Cette même année, il épouse Elisabeth Eckardt, la fille d'un pasteur. En 1722, il est candidat au poste de cantor de Saint-Thomas de Leipzig, poste que convoite également Johann Sebastian Bach. Son employeur l'incite à décliner l'offre, en lui proposant une augmentation significative de ses émoluments qui sont déjà importants. Les autorités de Leipzig doivent se contenter d'engager Bach, convaincues de devoir renoncer au meilleur.
Ainsi Graupner termine sa carrière au service de la cour de Hesse-Darmstadt. À la fin de sa vie, il est atteint de cécité tout comme ses prestigieux confrères musiciens Johann Sebastian Bach et Georg Friedrich Haendel.
Il passe la majeure partie de sa vie à Darmstadt, où il meurt en 1760.

## Graupner et Bach
Christoph Graupner joue un rôle important dans l'histoire de la musique. La situation financière peu favorable à Darmstadt vers 1720 entraîne une réduction de la vie musicale. Le théâtre de l'opéra est fermé et les salaires de plusieurs musiciens de cour, y compris Graupner, restent impayés. Après plusieurs tentatives pour obtenir son salaire, et ayant plusieurs enfants et une épouse à sa charge, Graupner postule en 1722 au poste vacant de Cantor à Leipzig. Telemann est le premier choix pour cette position, mais il préfère un poste mieux payé à Hambourg. À la suite de l'audition du Magnificat, écrit dans le style de son maître Johann Kuhnau, Graupner obtient le poste. Cependant, son patron, le Landgrave Ernst Ludwig de Hesse-Darmstadt, n'accepte pas de résilier son contrat. Les arriérés de salaire de Graupner lui sont payés intégralement, son salaire est même augmenté et son poste maintenu, même si la chapelle reste fermée. Dans des conditions aussi favorables, Graupner reste à Darmstadt et sa défection fait que Jean-Sébastien Bach est finalement choisi comme cantor de Leipzig.
Apprenant que Bach est élu à ce poste, le 4 mai 1723 Graupner écrit aimablement au conseil municipal en assurant que Bach est « un musicien aussi expert à l'orgue qu'en matière d'œuvres religieuses et de chapelle » et un homme qui « exécutera honnêtement et correctement les fonctions à lui confier ».

## Œuvres
La production musicale de Graupner est considérable. Elle est conservée dans sa quasi-totalité à la Universitäts- und Landesbibliothek de Darmstadt ; elle est encore en grande partie inédite et attend d'être étudiée par les musicologues et musiciens. La gloire posthume de Bach, à qui les autorités de Leipzig le comparent, ne justifie pas que l'on considère Graupner comme un musicien de second plan. Sa musique, au fur et à mesure qu'elle est redécouverte, s'avère de qualité. Assez injustement oublié pendant plus de deux siècles, il est pourtant considéré par ses contemporains comme un des grands musiciens allemands de son temps, avec Bach, Telemann, Mattheson, Keiser, Fischer, Fasch, Heinichen et quelques autres. La claveciniste et musicologue canadienne québécoise Geneviève Soly travaille à le faire sortir de l'oubli par des publications, des conférences, des concerts et des enregistrements.
Graupner compose de nombreux opéras jusqu'en 1719, date à partir de laquelle il se consacre à la musique religieuse et instrumentale. Devenu aveugle, il cesse de composer à partir de 1754. Sa production conservée comprend presque 2 000 ouvrages :
- 1 418 cantates religieuses
- 24 cantates profanes
- 113 symphonies
- 44 concertos pour un ou plusieurs instruments
- 80 suites
- 36 sonates de chambre ou pour clavier
- 8 opéras

Il existe depuis peu un catalogue de son œuvre instrumentale –  (ISBN 978-3-89948-066-5) (3-89948-066-X) – et la première partie (cantates sacrées) du catalogue de son œuvre vocale et lyrique –  (ISBN 978-3-89948-159-4) (3-89948-159-3) – édités par Carus-Verlag à Stuttgart.

## Oubli
Après sa mort, Graupner tombe dans l'oubli pour plusieurs raisons : en premier lieu le fait que, jusqu'à la fin du XXe siècle, son nom n'est cité qu'en souvenir de sa candidature sans lendemain au poste de cantor de Leipzig qui échoit finalement à Bach. On tient alors pour acquis, et ceci sans connaître sa musique, qu'il s'agit d'un musicien de second ordre que seule l'incompétence des autorités de Leipzig peut faire préférer à Bach.
Ensuite, ses manuscrits font l'objet de longues batailles juridiques entre ses héritiers et les gouverneurs de Hesse-Darmstadt. Une décision finale de la cour nie la propriété des manuscrits musicaux de Graupner. Les héritiers ne peuvent pas vendre ou éditer ses travaux, qui demeurent inaccessibles. 
Par ailleurs, aux époques suivantes le style musical change nettement, réduisant drastiquement l'intérêt envers la musique de Graupner. Toutefois, ses manuscrits survivent en totalité, ce qui n'est pas le cas, par exemple, pour les œuvres de Bach.
Enfin, un autre facteur qui contribue à l'obscurité posthume de Graupner est que, à la différence de Bach, il a très peu d'élèves, autres que Johann Friedrich Fasch, à qui transmettre son héritage artistique.

## Redécouverte
On observe à partir du XXe siècle une renaissance de la musique de Graupner, surtout grâce aux efforts de recherches de nombreux musicologues, interprètes et chefs d'orchestre. À partir des premières années du XXe siècle, Willibald Nagel se consacre à l'étude des symphonies de Graupner. Dans les années 1920, Friedrich Noack publie ses recherches sur les cantates de Graupner. Dans les années 1950 Barenreiter publie plusieurs symphonies de Graupner et une ouverture. Au début des années 1980, Myron Rosenblum publie quatre symphonies dans le cadre de l'ambitieux projet de Barry Brook The Symphony, 1720-1840: A Comprehensive Collection of Full Scores (New York: Garland, 1979-85) en soixante volumes. En 1988, plusieurs études sur Graupner et ses œuvres sont publiées par Oswald Bill, Peter Cahn (sur les sinfonias), Joanna Cobb Biermann (musiciens et salaires à Darmstadt), ainsi que des documents sur la vie de cour à Darmstadt. Trois importantes thèses de doctorat relancent ensuite l'attention sur Graupner : par H. Cutler Fall's sur les cantates de Passion, par Rene Schmidt sur les cantates de Noël, et par Vernon Wicker sur les cantates pour basse soliste. Christoph Grosspietsch publie en 1994 une importante étude sur les ouvertures de Graupner.
En dépit de toute cette recherche, il y a alors relativement peu d'enregistrements disponibles pour le grand public. Les choses commencent à changer en 1998, lorsque Hermann Max enregistre des œuvres de Graupner sous l'étiquette CPO. Ensuite, en 2000 la claveciniste canadienne Geneviève Soly retrouve un manuscrit de Graupner dans la bibliothèque Beinecke à Yale et commence à jouer et enregistrer les œuvres de Graupner. En avril 2005, un catalogue thématique de la musique instrumentale de Graupner (ayant comme éditeurs Oswald Bill et Christoph Grosspietsch) est édité par Carus Music. Des projets pour cataloguer la musique vocale de Graupner sont à l'étude.

## Discographie sélective
- Ein Weihnachtsoratorium, Neuf cantates pour le temps de Noël. Ex Tempore, Mannheimer Hofkapelle, Florian Heyerick (Ricercar 307, 2010)
- Œuvres orchestrales. Nova Stravaganza. Siegbert Rampe (MD+G Gold 34111212)
- Ouvertures and Cantatas. Das Kleine Konzert. Hermann Max (CPO 999592)
- Ouvertures, trios, sinfonias. Nova Stravaganza. Siegbert Rampe (MD+G Gold 3411252)
- Partitas pour clavecin, Vol. 1. Geneviève Soly (Analekta 23109)
- Partitas pour clavecin, Vol. 2. Geneviève Soly (Analekta 23164)
- Partitas pour clavecin, Vol. 3. Geneviève Soly (Analekta 23181)
- Partitas pour clavecin, Vol. 4. Geneviève Soly (Analekta 29116)
- Partitas pour clavecin, Vol. 5. Geneviève Soly (Analekta 29118)
- Partitas pour clavecin, Vol. 6. Geneviève Soly (Analekta 29119)
- Partitas pour clavecin, Vol. 7. Geneviève Soly (Analekta 29120)
- Musique instrumentale et vocale Vol. 1. Ingrid Schmithüsen, Mathieu Lussier, Hélène Plouffe, Geneviève Soly et l'ensemble Les Idées Heureuses dirigé par Geneviève Soly (Analekta 23162)
- Cantate, sonate, ouverture : musique instrumentale et vocale Vol. 2. Hélène Plouffe, Geneviève Soly, Chantal Rémillard, Isabelle Bozzini, Ingrid Schmithüsen et  l'ensemble Les Idées Heureuses dirigé par Geneviève Soly (Analekta 23180)
- Noël à Darmstadt : musique instrumentale et vocale, vol.3. L'ensemble Les Idées Heureuses dirigé par Geneviève Soly (Analekta 29115)
- Musique religieuse. L'ensemble Les Idées Heureuses dirigé par Geneviève Soly (Analekta 22014)
- Musique pour chalumeau. Graupner Ensemble, Igor Bettens (Vox Temporis VTP CD 92 009)
- Virtuoso Timpani Concertos. Orchestre Philharmonique de chambre de Dresde dirigé par Alexander Peter (Naxos 8557610)
- Trois ouvertures pour chalumeaux et orchestre. Ensemble Mensa Sonora. Jean Maillet, vl, dir., Veihan, Jacquemart, Testu, (Arion-Vérany PV794114)
- Graupner: Epiphanias Kantaten: Was Gott thut, das ist wohl gethan, er ist mein Licht, GWV 1114/43; Erwacht, ihr Heyden, GWV 1111/34; Die Waßer Wogen im Meer sind groß, GWV 1115/35; Was Gott thut, das ist wohl gethan, es bleibt gerecht sein Wille, GWV 1114/30; Gott, der Herr, ist Sonne und Schild, GWV 1114/54.  Andrea Lauren Brown (soprano), Kai Wessel (contreténor) Georg Poplutz (ténor), Dominik Wörner (bass), Kirchheimer BachConsort, Sirkka-Liisa Kaakinen-Pilch (cpo 555 146-2, 2017).
- Partitas for Harpsichord par Naoko Akutagawa (NAXOS 8.570459)
- Lass Mein Herz, Christoph Graupner par la soprano Dorothee Mields avec l'ensemble Harmonie Universelle dirigée par Florian Deuter
- Solo- und Dialog Kantaten: Jesus ist und bleibt mein Leben GWV 1107/12; Gott ist für uns gestorben GWV 1152/16; Siehe, selig ist der Mensch, den Gott strafet GWV 1162/09; Diese Zeit ist ein Spiel der Eitelkeit GWV 1165/09; Süßes Ende aller Schmerzen GWV 1166/20 . Mit Marie-Luise Werneburg (soprano), Dominik Wörner (bass), Kirchheimer BachConsort, Rudolf Lutz (conductor). (cpo 555-215-2, 2018).